# GmbH & Co. KG
GmbH & Co. KG (нем.  аббревиатура от Gesellschaft mit beschränkter Haftung & Co. Kommanditgesellschaft) — в немецком и австрийском праве особая форма коммандитного товарищества (товарищество на вере). В отличие от обычного коммандитного товарищества комплементарием — участником, который несет персональную и неограниченную ответственность, в данном случае является не физическое лицо, а юридическое — общество с ограниченной ответственностью (GmbH). Целью этой конструкции является ограничение или исключение экономического и правового риска для физических лиц, стоящих за этой компанией.

## Наименование
Предприятие осуществляет деятельность под собственным именем. Наименование предприятия должно удовлетворять требованиям к наименованию и быть явно отличимым от других (§ 18 Abs. 1 HGB). В соответствии с § 19 Abs. 1 Nr. 3 HGB, наименование должно содержать в себе слово «Kommanditgesellschaft» или другое общеупотребительное сокращение («allgemein verständliche Abkürzung») этого слова, а именно KG. § 19 Abs. 2 также требует указания на ограниченную ответственность (Haftungsbeschränkung) в названии.
Таким образом, правильное наименование предприятий такой организационно-правовой формы записывается как Name GmbH & Co. KG; использовавшиеся ранее формы, такие как Name GmbH & Comp. или Name GmbH & Cie. не допускаются, за исключением предприятий, учрежденных до принятия новой редакции HGB.

## Назначение
В соответствии с § 162 Abs. 1 HGB, коммандитные товарищества учреждаются для осуществления коммерческой деятельности или (в соответствии с § 161 i. V. m. § 105 Abs. 2 HGB) для управления принадлежащими им активами. Представители «свободных профессий» (freien Berufe), за исключением налоговых консультантов (§ 49 Abs. 1, 2 StBerG) не могут организовывать свою деятельность в такой форме.

## Партнеры
Отношения и права партнеров регулируются соглашением о партнерстве (Gesellschaftsvertrag) и могут значительно отличаться в разных товариществах. Например, с точки зрения § 119 Abs. 1 и § 161 Abs. 2 HGB, решения в товариществе принимаются на основе консенсуса. Это правило может быть заменено в соглашении о партнерстве на принятие решений большинством голосов. Понятие «большинство» в таком случае должно быть определено, по умолчанию, в соответствии с § 119 Abs. 2, под большинством понимается большее количество партнеров.

### Роль полного товарища с ограниченной ответственностью (Komplementär-GmbH)
GmbH может участвовать в GmbH & Co. KG всеми или частью своих активов. В GmbH & Co. KG, при исполнении материального вклада для создания KG — в отличие от GmbH — не требуется отчет о материальном образовании вкладов. В случае реорганизации ранее существовавшего GmbH в GmbH & Co. KG рекомендуется переносить оборотные средства в KG, а основные средства оставлять в GmbH.
GmbH является «полным товарищем» и несет неограниченную (в рамках возможного для GmbH) ответственность, при этом являясь юридическим лицом с ограниченной ответственностью.

### Роль командитистов
Для командитистов определен обязательный взнос (Pflichteinlage), который командитист вкладывает в компанию. Независимо от этого, в реестре предприятий устанавливается размера ответственности (Haftsumme) каждого командитиста. Если в соглашении о партнерстве обязательный взнос особо не оговорен, то он равен размеру ответственности. При уплате обязательного взноса у командитиста возникает ответственность в пределах уплаченной суммы.

## Управление
GmbH & Co. KG управляется через GmbH, являющееся полным товарищем и имеющим, как правило, единоличный орган управления (§ 164 HGB). Командитисты, как правило, не принимают участия в управлении и, кроме исключительных случаев, не могут предъявлять претензий к действиям полного товарища, если иное не оговорено в партнерском соглашении. Таким образом, если иное не оговорено в соглашении, управляющий GmbH является также управляющим KG, со всеми вытекающими правовыми последствиями. .

## Причины реорганизации KG в GmbH & Co. KG

### Ограничение ответственности
Хотя GmbH, как полный товарищ, и отвечает по своим обязательствам всем своим имуществом, его учредители отвечают только своими вкладами в уставный капитал. Таким образом исключается неограниченная ответственность учредителей.

### Простота привлечения капитала
GmbH & Co. KG может привлекать капитал через ввод в KG новых командитистов.

### Преемственность
Обязательства товарищества несет юридическое, а не физическое лицо. Юридическое лицо «бессмертно» и, таким образом, защищено от труднопредсказуемых последствий смерти полного товарища в KG. Это качество особенно важно для семейных предприятий.

### Влияние трудового коллектива
Влияние трудового коллектива на принятие решений на основании законов об участии представителей трудового коллектива (Mitbestimmungsgesetze) в KG меньше, чем в GmbH.[2]

### Управление
В GmbH к управлению могут привлекаться наемные профессионалы.

## Активы товарищества
Источником регулирования активов товарищества являются статьи Гражданского Уложения (BGB) о гражданских правах. В соответствии с ним, активы находятся в совместном владении. Отдельные партнеры не имеют индивидуальных прав на имущество общества или его часть. Все партнеры имеют совместное право на активы. В типичной конфигурации GmbH, как полный товарищ, не располагает собственным вкладом в активы. Вклады в активы совершают командитисты, а GmbH управляет этими активами. Части активов выделяются при выбытии партнера или расформировании товарищества. GmbH, как правило, не получает в таких случаях никаких выплат.

## Годовой отчет, публичность
Как и любое другое KG, GmbH & Co. KG является торговым агентом (купцом) с точки зрения HGB и обязано вести бухгалтерию и предоставлять годовой отчет (§ 238 HGB). Так как в типичном GmbH & Co. KG нет физических лиц-полных товарищей с неограниченной ответственностью, к отчетности GmbH & Co. KG предъявляются, в соответствии с § 264a HGB, повышенные требования, включая публикацию годовых отчетов в электронном формате в Bundesanzeiger.

## Распределение прибыли
В первую очередь, выплачиваются зарплаты в GmbH. Из остатка, каждый партнер получает по 4 % своего вклада. Оставшаяся прибыль может распределяться в соответствии с договоренностью партнеров, по умолчанию в пропорции их вкладов.

## Реструктуризация и прекращение деятельности
В случае, если срок участия партнера не оговорен при вступлении, партнер может покинуть товарищество в соответствии с § 161 Abs. 2 и § 132 HGB в конце финансового года, с предупреждением товарищества за шесть месяцев.

## Налогообложение

### Подоходный налог и налог на прибыль
Будучи товариществом, GmbH & Co. KG само по себе не подлежит обложению ни подоходным налогом, ни налогом на прибыль. Прибыль, приходящаяся на GmbH облагается налогом на прибыль; прибыль, приходящаяся на командитистов (в случае, если они являются физическими лицами) облагается подоходным налогом.

### Коммерческий налог
В Германии все субъекты коммерческой деятельности подлежат обложению коммерческим налогом (Abs. 1 Satz 1 GewStG). Как коммерчески активное товарищество, GmbH & Co. KG облагается коммерческим налогом с момента начала коммерческой деятельности. Vorbereitungshandlungen zur Gründung einer GmbH & Co. KG bzw. Мероприятия по учреждению и ликвидации предприятия не подлежат обложению коммерческим налогом. Для «считающихся коммерческими» GmbH & Co. KG верно обратное: налогообложению подлежит любая деятельность, направленная на получение дохода. С 2002 г., передача долей товарищества в некоторых случаях также подлежит налогообложению (§ 7 Satz 2 GewStG). Это правило действует не действует на физических лиц, напрямую участвующих в товариществе. Налогообложению подлежит само товарищество, а не его партнеры. При ликвидации товарищества налогообложение заканчивается только после того, как из товарищества вышли все партнеры. При частичной замене партнеров налогообложение не прерывается.

### Налог на приобретение недвижимости
Как и в случае с другими товариществами, GmbH & Co. KG является обособленным собственником: налог на приобретение недвижимости подлежит уплате, когда товарищество получает или передает землю. Налог платится также при сделках с партнерами. Налог взимается с товарищества, партнеры отвечают за его уплату солидарно (§ 191 Abs. 4 AO).
Внесение земли в качестве вклада в семейное товарищество, как правило, не облагается налогом. Смена партнеров в товариществе, владеющем землей, при некоторых обстоятельствах может подлежать налогообложению.

### Налог на наследство и дарение
В случае, если GmbH & Co. KG существует для управления активами и не ведет коммерческой деятельности, его активы с точки зрения налога на наследство рассматриваются как частные. Если товарищество ведет коммерческую деятельность, его активы рассматриваются как служебные, что выгоднее с точки зрения налогообложения. В товариществе, существующем для управления активами, предметом завещания или дарения может быть вклад в товарищество, а не членство в нем. При передаче вклада в товарищество занимающемся коммерческой деятельностью или «считающимся коммерческим», для целей налогообложения используется балансовая стоимость, скрытые резервы, не включенные в баланс, не учитываются. Исключением являются земля и доли участия в других предприятиях, стоимость которых может изменяться вне зависимости от результатов деятельности товарищества.

## Преимущества
- В GmbH & Co. KG роль партнера с неограниченной ответственностью выполняет юридическое лицо (GmbH) c ограниченной ответственностью. Ответственность стоящих за товариществом партнеров, таким образом, ограничена их вложением в уставный капитал.
- Гибкое привлечение капитала через взносы командитистов
- Возможность создавать управляющие органы в товариществе
- Увеличивает максимальное число сотрудников, которых можно нанять без формализации наблюдательного совета и роли представителей трудового коллектива в нем.

## Недостатки
- Повышенные трудозатраты на бухучет в GmbH & Co. KG за счет того, что учет следует вести как для GmbH, так и для KG. Трудозатраты могут быть значительно снижены посредством правильной организации учета в GmbH
- Доступ к кредитованию ограничен так как по обязательствам товарищества не отвечает ни одно лицо с неограниченной ответственностью
- Вознаграждение руководителю GmbH не является служебными расходами и не исключается из дохода KG для целей налогообложения.

## Правовая ситуация в Швейцарии
По швейцарскому законодательству партнерами в товариществе могут быть только физические лица. Попытки изменить это на политическом уровне пока не увенчались успехом. Таким образом, конструкции, аналогичные GmbH & Co. KG в Швейцарии на данный момент невозможны.